# Moses Katjiongua
Moses Katjikuru Katjiuongua (né le 24 avril 1942 à Windhoek) est un homme politique de Namibie, membre de la SWANU, député de 1989 à 2000 puis membre du Congrès des démocrates. 
Katjiuongua rejoint très jeune la résistance contre l'administration sud-africaine du Sud-Ouest africain. 
En 1959, il s'exile après le massacre de manifestants à Old Location par la police et rejoint Dar es Salaam au Tanganyika. En 1961, il adhère à la SWANU et est envoyé poursuivre des études supérieures en République démocratique allemande puis en Suède et enfin au Canada. 
Élu président de la SWANU en 1982, il revient dans le Sud-Ouest Africain/Namibie non seulement pour prendre un travail à la mine d'uranium de Rössing mais aussi pour participer à la conférence multipartite organisé par les partis politiques internes de Namibie. 
En mai 1984, en Zambie, il participe aux négociations,  organisées sous l'égide de Kenneth Kaunda et de l'administrateur du sud-ouest africain, Willie van Niekerk, entre la SWAPO, la SWANU, l'Afrique du Sud et 19 autres partis namibiens. La conférence débouche, entre autres, sur la scission inattendue de la SWANU dont l'aile radicale accuse l'aile modérée (dont fait partie Moses Katjiongua) de n'être que les "marionnettes de l'Afrique du Sud". 
En 1985, il devient ministre dans le gouvernement intérimaire. 
En 1989, il est élu à l'assemblée constituante, député de la SWANU-Front patriotique de Namibie. Réélu en 1994, il siège au parlement jusqu'en 2000. 
En 2003, il rejoint le Congrès des démocrates (Congress of Democrats - CoD).